# Krishna Venta
Francis Herman Pencovic, más conocido como Krishna Venta (San Francisco, 29 de marzo de 1911-Los Ángeles, 10 de diciembre de 1958) fue el líder de una secta en California en los años cuarenta y cincuenta. En 1948, Krishna Venta fundó la secta WKFL (Wisdom, Knowledge, Faith and Love) Fountain of the World cerca de la ciudad de Simi Valley (en el estado de California).

## Biografía

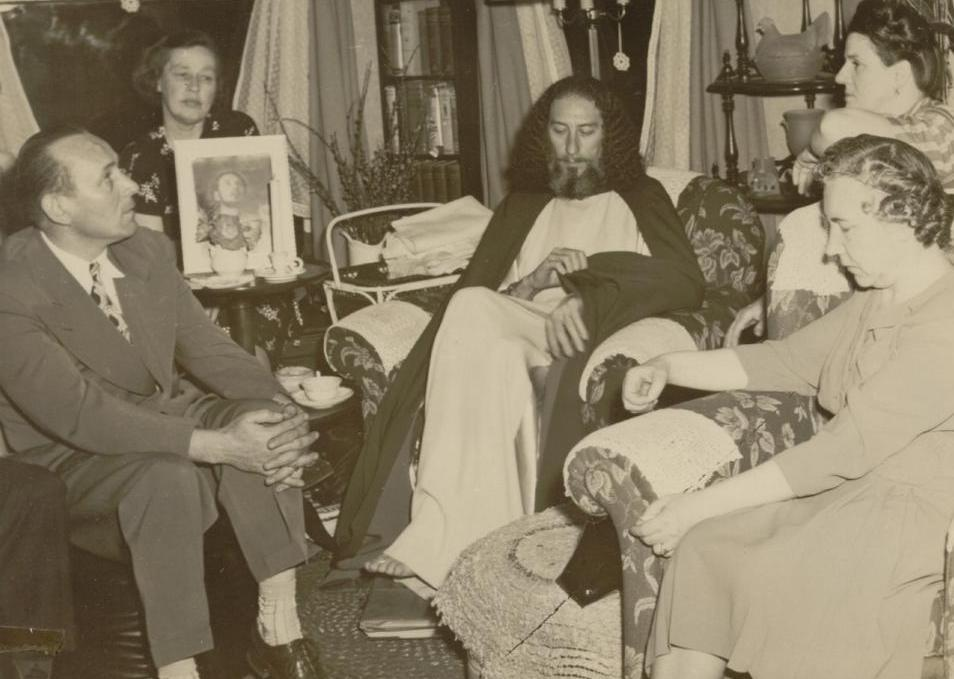
Krishna Venta predica en casa de seguidores, en Worcester (Inglaterra), en 1949.

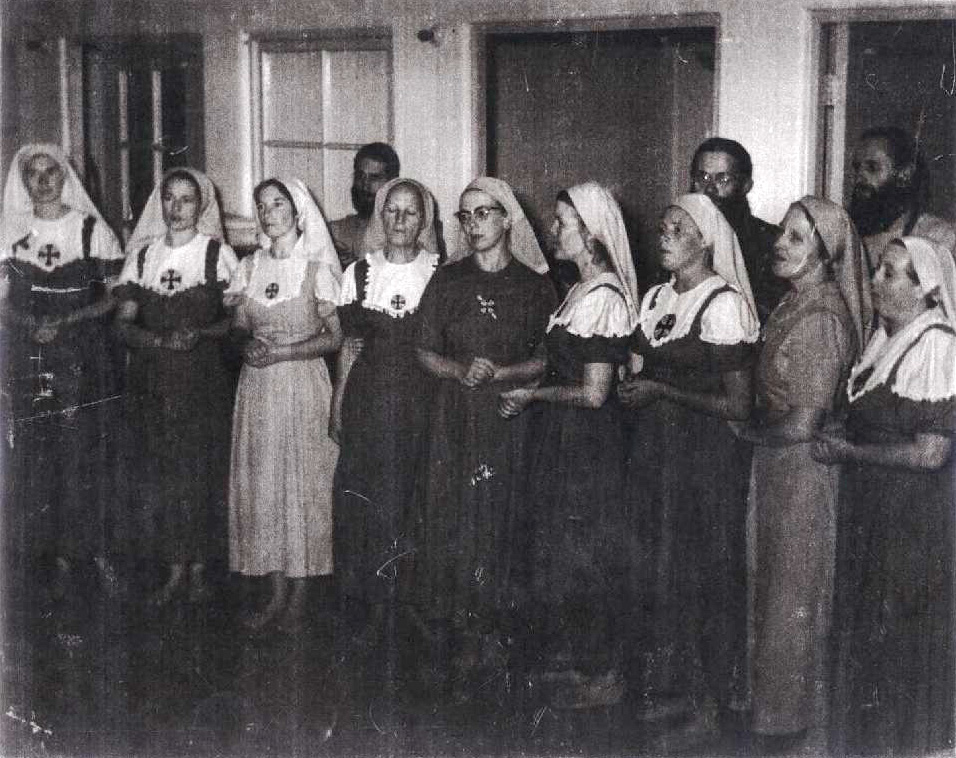
Coro de seguidoras en el hospital Olive View Sanatorium, en Olive View (California); junio de 1955.

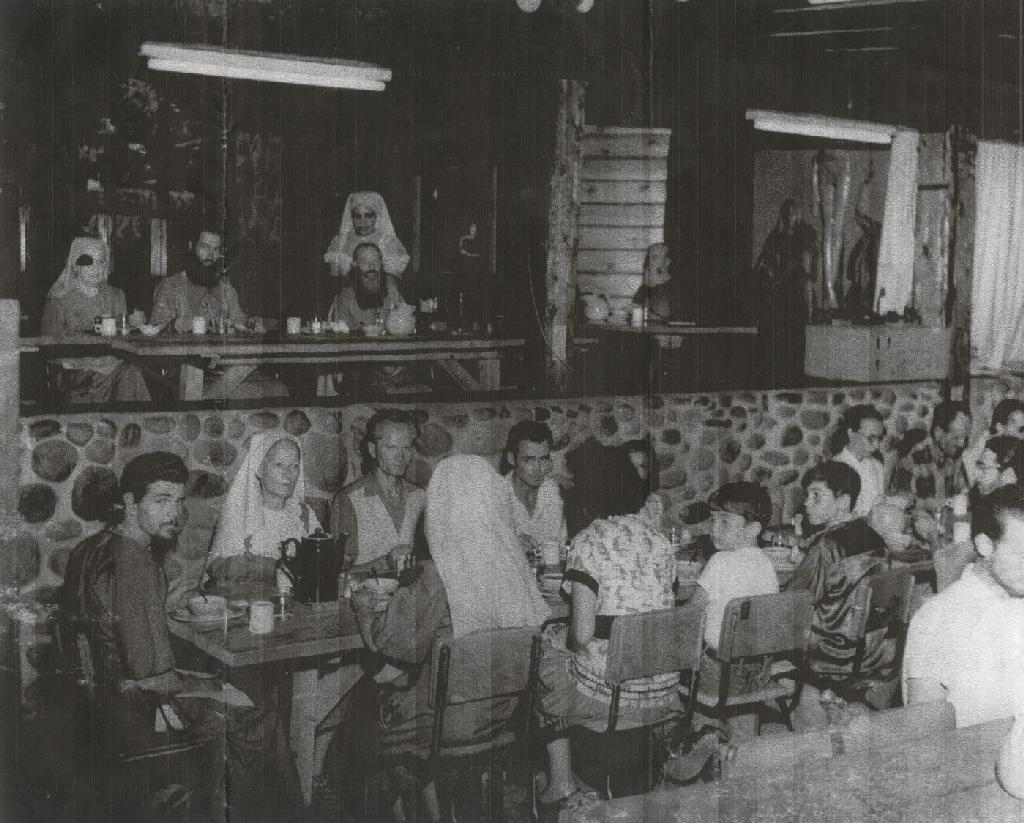
Almuerzo de domingo. Arriba (de izquierda a derecha): Helena (con un parche en el ojo), David, Erma, Claude, y Wilber Yates; abajo: Robert, Ruth Lewis, Anitoli B., e invitados. Año 1955.

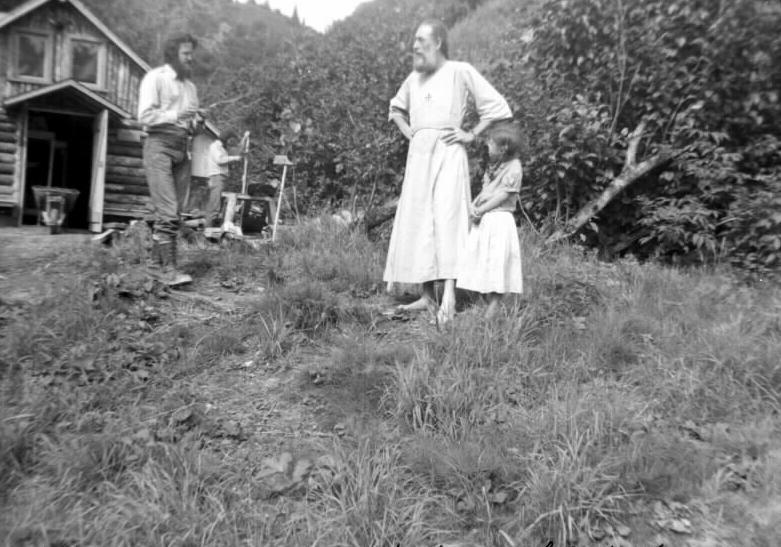
En el verano de 1958, Krishna Venta visita la primera casa construida en Alaska.

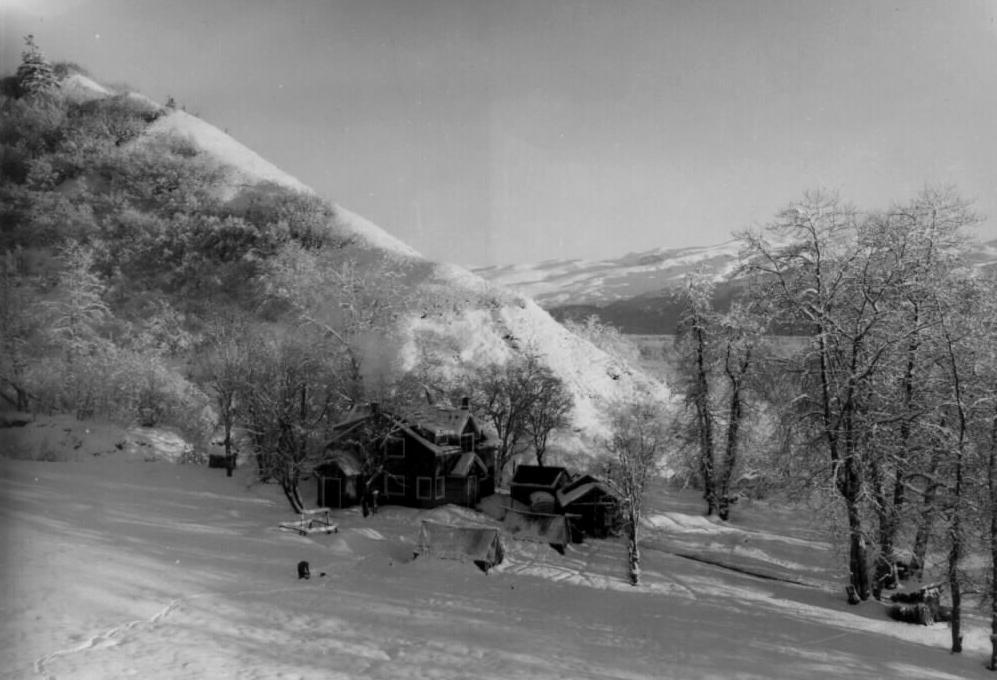
Esta era una de las casas que construyeron los «descalzos» en Alaska. Se prendió fuego (debido a una tubería caliente incendió el techo) pocos meses después de construida, en 1959.

Krishna Venta era hijo de Albert Pencovich y de Maude Busenbach.Su padre era un inmigrante judío proveniente de Rumania. Su madre había nacido en el estado de Utah. Pencovich se graduó de la escuela secundaria en Elko (estado de Nevada). Se casó en dos oportunidades, y vivió en Salt Lake City (Utah). Durante la Segunda Guerra Mundial fue reclutado en el ejército de Estados Unidos.Al regresar trabajó como metalúrgico.Fue procesado por violar la Ley Mann (transportar a una menor de edad a través de la frontera estatal con «fines inmorales»).En una ocasión fue encarcelado por emitir cheques falsificados.

### Crea una religión
Trabajaba como metalúrgico (calderero o boilermaker) en Berkeley (California), una ciudad plagada de líderes de sectas. A Pencovich le gustaba los juegos de azar, una de sus ciudades favoritas, que visitaba con regularidad, era Las Vegas (Nevada).
En esa época, Pencovich decidió comenzar su propia religión. En abril de 1948, declaró:

Puedo también decir que: yo soy el Cristo. Yo soy el nuevo mesías.
Francis Pencovich

Afirmaba que Ademus [el Adán de la Biblia] era  Cristo, y vivía en el planeta Neophrates ―actualmente conocido como Venus―, que se estaba extinguiendo. Hace 240 000 años Ademus había hecho construir un convoy de naves espaciales con los que trasplantó a los humanos al planeta Tierra desde el extinto planeta Neophrates.
Krishna Venta nunca se dejaba ver sin camisa, porque les hacía creer a sus seguidores que no tenía ombligo (Y que por lo tanto él era el propio Adán, que no había tenido madre).
Con el dinero de sus seguidores compró una casa de piedra en una zona de bosques en Chatsworth, a unos 50 km al noroeste de Los Ángeles. Gradualmente llegaron a ser unas 60 personas (incluidos niños).
Las actividades del grupo incluían la lucha contra los incendios forestales, ofrecer refugio a los necesitados, y alimentar a personas sin hogar.
El 12 de julio de 1949, en el pico Chatsworth (de 705 m de altura, ubicado en las colinas Simi― se estrelló un avión Curtiss C-46F, el vuelo 897R de la empresa Standard Air Lines, matando a 35 de las 48 personas a bordo. La sede de la secta se encontraba muy cerca, por lo que Pencovich y sus seguidores se hicieron conocidos, porque fueron fotografiados mientras ofrecían ayuda a las víctimas del siniestro, y ayudaban a encontrar a los cadáveres.
La secta se hizo famosa en la prensa estadounidense porque sus miembros utilizaban túnicas ―supuestamente hebreas― uniformes, andaban descalzos, y los varones se debían dejar crecer la barbas y llevar el pelo largo. Uno de los requisitos para convertirse en miembro era que se debían donan todos los «bienes mundanos» a Pencovich.
Los discípulos llamaban «Master Krishna» (‘amo Krisna’) a Pencovich.
Pencovich controlaba la vida de sus seguidores, e incluso arreglaba los matrimonios entre sus discípulos y discípulas.
Grupitos de miembros viajaban por el área de Los Ángeles, predicando el mensaje de Krishna Venta y reclutando seguidores para conseguir recolectar los «144 000 elegidos»
En 1951, en California, Francis Pencovich se hizo cambiar legalmente su nombre por el de «Krishna Venta». Decía ser «el hijo único de Dios».
Afirmaba que en 1975 comenzaría «la gran guerra entre las naciones de la Tierra, una guerra que nunca se ha visto antes».
En 1955, una exesposa de Pencovich lo demandó judicialmente porque él no estaba aportando ningún dinero para la manutención de uno de sus hijos (que no vivía con él).
En 1957, varios miembros de la secta se establecieron en una cabina de madera cerca del arroyo Fox, a unos 10 km ―a través de la barrosa playa― de la aldea Voznesenka, a orillas de la bahía Kachemak,
y a unos 40 km de la localidad de Homer (unos 280 km al sur de Anchorage, en Alaska).
En pocos meses construyeron otra casa de madera. Eran unas 40 personas.
Cultivaban patatas y eran reconocidos porque andaban descalzos incluso en invierno, en la nieve.

### Asesinato
En la madrugada del 10 de diciembre de 1958, dos seguidores descontentos ―Peter Duma Elizabah Kamenoff (esposo de la Hermana Neria, secretaria personal de Pencovich) y Ralph Jeroham Muller―, que afirmaban que Krishna Venta estaba utilizando mal los fondos de la secta y que tenía relaciones sexuales con las esposas de sus seguidores ―entre ellas, las de Kamenhoff y Muller―, ingresaron en el monasterio de la Fuente ―en Chatsworth, un suburbio de Los Ángeles a unos 50 km del centro de la ciudad― cargados con 20 cartuchos de dinamita e hicieron volar todo el edificio.
En el atentado murieron Pencovich, Kamenhoff, Muller, un bebé, un niño y otros cinco seguidores.
La explosión voló el techo de un dormitorio contiguo para niños y provocó un incendio forestal que arrasó más de 60 hectáreas. El incendio completó la destrucción del «monasterio».
Dos niñas (de 8 y 9 años) y Erma Winfer (mujer, de 59 años) resultaron gravemente quemadas.
En la investigación posterior, se encontró una grabación en cinta en la que Kamenhoff y Muller prometían que «llevarían a Krishna ante la justicia», y querían probar la afirmación de Pencovich de que era inmortal.

## Legado
Francis Pencovich (Krishna Venta) está enterrado en una tumba sin nombre en el Valhalla Memorial Park en North Hollywood (California), en el noreste de la ciudad de Los Ángeles, y a unos 30 km al este La Fuente.
Después de la muerte de Pencovich, algunos seguidores WKFL se quedaron en la Fuente del Mundo para continuar su trabajo, mientras que otros ―incluida la viuda de Pencovich, la Hermana Ruth―, se mudaron a la sede de WKFL en Alaska, donde creían que Pencovich resucitaría.
Dos de sus seguidoras, la hermana Thedra (Dorothy Leon) y la hermana Wali― se mudaron a Mount Shasta (estado de California), donde afirmaban que canalizaban mensajes de Pencovich.
Después de la muerte de Pencovich, la secta declinó rápidamente en Los Ángeles ―a mediados de los años setenta la secta había dejado de existir―. Desilusionados al enterarse de las actividades de Pencovich, la mayoría de los miembros tuvieron que unirse a otras sectas destructivas.
En los primeros días de agosto de 1968, los miembros de la Fuente echaron a Charles Manson de su monasterio, y un año después este y su grupo (la Familia) asesinaron a la actriz Sharon Tate y a otras 8 personas.
En 1972, dos jóvenes californianos, Fred Medina y Danny Townsend, asesinaron a Dori Haines y a Cheryl Monticello cerca de Woolsey Canyon mientras vivían en la casa de Fountain of the World.
El 18 de noviembre de 1978, el religioso evangélico Jim Jones mató a todos los seguidores ―más de 918 personas― de su secta El Templo del Pueblo, en Jonestown (Guyana). Entre los muertos se encontraban 9 exmiembros de la secta de Pencovich:
David (52) y Gladys (32) Smith, y sus cinco hijos: Jeffrey, Karl, Kelin, Krista y Michael (de 7 a 13 años de edad), junto con otra seguidora de WKFL, Erma Winfrey (de 79 años, que había resultado con quemaduras serias por la explosión de 1958).
En cambio los miembros en Homer (Alaska) continuaron sus actividades, aunque dejaron de mencionar a su mesías. En 1989 crearon una plaza en la ciudad, el «WKFL (Wisdom, Knowledge, Faith & Love) Park».